# Guram Minashvili
Guram Minashvili (in georgiano გურამ მინაშვილი?; Tbilisi, 22 novembre 1936 – Tbilisi, 1º marzo 2015) è stato un cestista sovietico.

## Carriera
Con l'Unione Sovietica ha disputato i Giochi olimpici di Roma 1960, due edizioni dei Campionati mondiali (1959, 1963) e tre dei Campionati europei (1957, 1959, 1963).

## Palmarès
- Coppa dei Campioni: 1

Dinamo Tbilisi: 1961-62